# (2327) Gershberg
(2327) Gershberg (1969 TQ4; 1976 QQ; 1976 SU) ist ein Asteroid des inneren Hauptgürtels, der am 13. Oktober 1969 von der russischen (damals: Sowjetunion) Astronomin Bella Burnaschewa am Krim-Observatorium (Zweigstelle Nautschnyj) auf der Halbinsel Krim (IAU-Code 095) entdeckt wurde.

## Benennung
(2327) Gershberg wurde nach dem russischen Astronomen Roald Evgenevich Gershberg (* 1933) benannt, der maßgeblich zur Erforschung von gasförmigen Nebeln beigetragen hatte.